# استرالیادزد
استرالیادزد (نام علمی: Ozraptor) نام یک سرده از راسته خزنده‌کفلان است.